# 倫氏前角單棘魨
倫氏前角單棘魨，又稱倫氏前角魨，為輻鰭魚綱魨形目鱗魨亞目單棘魨科的其中一種，為熱帶海水魚，分布於西印度洋的紅海及亞丁灣海域，棲息深度8-25公尺，本魚頭部與身體褐色，相當大的黑色的鰓斑塊在眼後面邊緣的鰓縫，深褐色的虹膜，灰白、暗褐色的唇，背鰭硬棘1枚;背鰭軟條29-31枚;臀鰭軟條27-28枚，體長可達6.7公分，棲息在珊瑚礁區，生活習性不明。

## 扩展阅读
維基物種上的相關：倫氏前角單棘魨